# 伊勢貞忠
伊勢 貞忠（いせ さだただ）は、戦国時代の武将。室町幕府政所執事。伊勢貞陸の子。

## 生涯
11代将軍足利義澄に近習として仕え、永正5年（1508年）の義澄出奔後は将軍職に復権した足利義稙の御供衆となった。大永元年（1521年）の父の死後執事職を継承、12代将軍足利義晴にも仕え、亡くなるまで幕府の財政管理と訴訟を担った。天文4年（1535年）に死去、養子の貞孝が執事職を継承した。
大永3年（1523年）に義晴を自邸に招いたことを『伊勢守貞忠亭御成記』として記録した。